# Store Damme
Store Damme – miasto w Danii, w regionie Zelandia, w gminie Vordingborg.